# Snorkfröken
Snorkfröken är en litterär figur i Tove Janssons berättelser om mumintrollen i Mumindalen. Hon är syster till Snorken och mest känd som Mumintrollets flickvän, även om deras relation aldrig beskrivs så i böckerna. Hon är söt och snäll, om än ganska fåfäng. Hon är inte ett mumintroll utan en snork, som är närbesläktade med mumintrollen. Skillnaden är att snorkar ändrar färg efter sinnesstämning, medan mumintroll alltid är vita. Snorkfröken tycker om snäckor, pärlor och diamanter. Snorkfröken har en fotring i guld. Till hennes kännetecken hör hennes gula pannlugg och ett guldband runt ena benet.
I den animerade serien I Mumindalen är hon en av de återkommande figurerna och har där en mycket tyngre roll än i böckerna. 

## Röster i film och TV
| År      | Film / serie                 | Röst                                            |
| ------- | ---------------------------- | ----------------------------------------------- |
| 1973    | Mumindalen                   | Lottie Ejebrant                                 |
| 1990–91 | I Mumindalen                 | Aila Svedberg (finsk) / Ragni Grönblom (svensk) |
| 1992    | Kometen kommer               | Misa Palander (finsk) / Ragni Grönblom (svensk) |
| 2010    | Mumintrollet och kometjakten | Elsa Saisio (finsk) / Åsa Wallenlus (svensk)    |